# O'G3NE
O'G3NE (lê-se "ogene") é um trio musical feminino dos Países Baixos, formado pelas irmãs Lisa, Amy e Shelley Vol, sendo as duas últimas gêmeas.
Em 2007, representaram os Países Baixos no Festival Eurovisão da Canção Júnior 2007 com a canção "Adem in, adem uit" ("Inspire, Expire") e, em 19 de dezembro de 2014, foram anunciadas como as vencedoras da quinta temporada do The Voice of Holland, lhes valendo um contrato com a gravadora EMI. Foi o primeiro trio a vencer a competição sobre qualquer versão internacional do The Voice.
Em 29 de outubro de 2016 anunciou-se que o trio representaria os Países Baixos no Festival Eurovisão da Canção 2017 e, em 2 de março de 2017, revelou-se que cantariam a canção "Lights and Shadows".

## Infância
Lisa Vol nasceu em 21 de junho de 1994 (30 anos), enquanto as gêmeas Amy e Shelley Vol nasceram em 18 de outubro de 1995 (29 anos), todas na cidade de Dordrecht, tendo passado a infância em Fijnaart.